# 율원군 묘역
율원군 묘역은 조선전기의 왕족 율원군과 그의 가족의 묘역으로 경기도 고양시 덕양구 원당동 왕릉골 야산에 소재해 있다. 그의 가족은 왕족이었으므로 그의 묘소 주변을 일명 왕릉골로도 불렀다.
율원군은 조선 전기의 왕족으로 효령대군의 손자였다. 묘역에는 율원군 내외 묘소, 율원군의 아들 여양군 내외 묘소, 손자 전성군 이대 내외 묘소, 증손 이량 내외 묘소, 증손 이즙 내외 묘소 등이 소재해 있다.
1973년에 세운 율원군의 신도비와 그의 증손 이량의 신도비 등도 있다. 묘역에는 1987년에 건립한 율원군 사당과 재실인 충의재(忠義齋)도 있다.

## 같이 보기
- 율원군
- 전성군
- 이즙
- 이량